# Tragédie Ruprechta Falckého
Tragédie Ruprechta Falckého (anglicky Tragedy of Prince Rupert) je česká akční hra z roku 2017. Hru vytvořil vývojář vystupující jako Spytihněv. Hra se inspiruje filmy Karla Zemana.

## Příběh
Hra vypráví o Ruprechtu Falckém, který je sice historickou postavou, ale příběh hry je plně fiktivní. Ruprecht létá s historickým horkovzdušným balónem (montgolfiérou), který mu umožňuje i potápět se do hlubin. Ruprecht se jednoho dne doslechne, že sultán nechá svou dceru vdát se za šlechtice s létajícím strojem. Ruprecht se vydá k sultánovu paláci, kde však na něj čeká námořnictvo jež proti němu sultán vyšle.

## Hratelnost
Hráč ovládá Ruprechtův balón, se kterým volně létá otevřeným světem, střílí z kanónu a s pomocí kotvy může lovit předměty z moře. Střelbou do nepřátel hráč získává skóre a zvyšuje postup bitvy, kdy přibývá počet nepřátel i nové typy nepřátel. Potopením nepřátelské lodě zůstane na hladině sud se střelným prachem, který lze vylovit kotvou a později aktivovat explozi, která zneškodní nepřátele i projektily v okolí balónu. Cílem je vyhrát bitvu zničením Kohoutího plavidla (objeví se až v pokročilé fázi bitvy), ze kterého po sestřelení spadne do moře ukradená hvězda. Hráč musí hvězdu vylovit a vrátit ji na nebe (vystoupat s balónem na úroveň vesmíru). Bitva pak začíná od začátku s vyšší obtížností (loop), v rámci jedné hry je tak možné vrátit i více hvězd na nebe. Hvězdy na nebi zůstávají natrvalo i v příštích bitvách, kam je hráč umístil. Hráč také může kdykoliv opustit bitvu a prozkoumávat otevřený svět hry. Přitom může odkrývat příběh a získávat nové členy posádky, kterou ztvárnili živí herci a zvířata. Hra také obsahuje řadu možností jež ozvláštňují hratelnost - hráč může nechat svůj balón, aby byl sněden velrybou, kterou pak ovládá a pojídá menší rybky, nebo se proměnit na medúzu.